# Upasampada

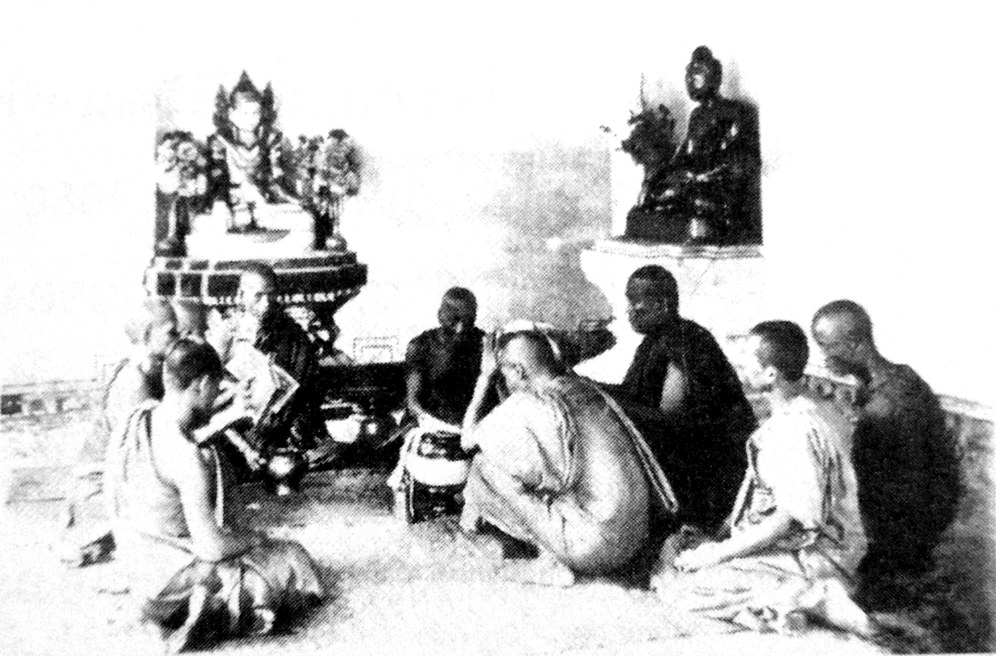
Upasampadā de un monje budista en Birmania

Upasampadā (Pali) literalmente "acercándose o acercándose a la tradición ascética". Específicamente es el rito o ritual de conversión ascética (ordenación completa) mediante el cual un candidato, si se considera aceptable, ingresa a la comunidad como upasampadān (ordenado) y está autorizado para emprender una vida ascética.
De acuerdo al código monástico budista (vinaya), una persona debe tener al menos 20 años para poder convertirse en monje o monja. Una persona menor de 20 años no puede emprender upasampadā (es decir, convertirse en monje (bhikkhu) o monja (bhikkhuni), pero puede convertirse en un monje novicio (m. samanera, f. samaneri). Después de un año o a la edad de 20 años, se considerará al monje novicio para upasampadā.
Tradicionalmente, el upasampadā se realiza dentro de un área bien delimitada y consagrada llamada sima (sima malaka) y necesita ser atendido por un número específico de monjes, diez, ocho o incluso cinco dependiendo de la tradición o si se trata de una área muy remota.

## Variaciones regionales
Las costumbres relacionadas con upasampada varían según las tradiciones regionales. En la tradición theravada, los monjes suelen realizar la ordenación completa como bhikkhu tan pronto como sean elegibles. En el este de Asia, es común que los monjes se mantengan como samaneras por muchos años o eviten por completo la ordenación completa upasampada, permaneciendo como novicios (samanera) durante la mayor parte o la totalidad de sus carreras monásticas. Esta diferencia puede ser producto de la escasez histórica de templos en el este de Asia para ofrecer ordenaciones superiores de acuerdo al vinaya.